# Елена Русалиева
Елена Александрова Русалиева е българска актриса. Занимава се с озвучаване на филми, сериали и реклами. Най-известна е с работата си по „Спешно отделение“, „Али Макбийл“, „От местопрестъплението: Маями“, „Изгубени“, „Отчаяни съпруги“, „Герои“, „Грозната Бети“ и „Модерно семейство“ и „Империя“.

## Ранен живот
Родена е на 18 август 1962 година в София. Майка ѝ е актрисата Мария Русалиева, а баща ѝ е говорителят в БНР Александър Александров. Нейният дядо е българският поет Владимир Русалиев.
През 1980 г. Русалиева завършва 18-о СОУ с разширено изучаване на френски. През 1985 г. завършва актьорско майсторство за куклен театър във ВИТИЗ „Кръстьо Сарафов“ в класа на Димитър Стоянов с асистенти Боньо Лунгов и Мадлен Чолакова.

## Актьорска кариера
От 1985 до 1989 г. е актриса в Държавния куклен театър в Пазарджик. От 1992 г. играе в Столичен куклен театър. Участва в постановките „Хензел и Гретел“, „Трите прасенца“, „Любопитното слонче“, „Вампировата булка“, „Приказка за попа и неговият слуга Глупан“, „Боризмейко“, „Питър Пан“, „Маугли“ и „Приказка за елфи“.

## Кариера на озвучаваща актриса
Русалиева започва озвучаващата си кариера през 1994 г., когато е поканена от режисьорката Искра Маринова. Тя отправя поканата чрез Мария Русалиева, която първоначално не е ентусиазирана дъщеря ѝ да се занимава с дублаж. В самото начало озвучава филми и сериали за БНТ, а после получава покани и от Мулти Видео Център, Видеокъща Диема и Нова телевизия.
През 2005 г. получава номинация за наградата „Икар“ в категория „най-добър дублаж“ (тогава наричана „Златен глас“) за дублажа на „Блясък“ и „Гувернантката“, заедно с Иван Танев за „Наследството на Гулденбург“ и „Блясък“, и Борис Чернев за „Клонинг“ и „Фрейзър“. Печели Иван Танев.
През 2007 г. е номинирана за „Изгубени“ и „Отчаяни съпруги“, заедно с Таня Димитрова за „Мърфи Браун“ и „Спешно отделение“, Васил Бинев за „Франк Рива“ и „Бягство от затвора“, и Борис Чернев за „Бягство от затвора“ и „Изгубени“. Печели Таня Димитрова.
През 2008 г. е номинирана за дублажа на „Грозната Бети“, заедно с Даниел Цочев за „Д-р Хаус“ и Васил Бинев за „От местопрестъплението: Маями“. Печели Даниел Цочев.
През 2009 г. е номинирана за дублажа на „Грозната Бети“, заедно с Татяна Захова за „Едно момиче в Аляска“ и Симеон Владов за „Гордост“. Печели Симеон Владов.
През 2013 г. печели наградата за дублажа на „Щети“, за която е номинирана заедно с Ани Василева за „Отмъщението“ (дублаж на Диема Вижън) и Димитър Иванчев за „По средата“.
Русалиева е и режисьор на дублажи в БНТ с редактори Веселина Пършорова и Елисавета Каменова.
Освен във войсоувър дублажи, участва и в заглавия с нахсинхронен дублаж, измежду които Одет в „Принцесата лебед“, Марина в „Камъчето и пингвина“, Немения в „Чаровният принц“ и Злодеида в „Господарка на злото 2“, където си партнира с Ани Василева, Радина Боршош и Петър Байков.

## Личен живот
Русалиева има един син.

## Телевизионен театър
- „Зет англичанин“ (1987) (Георги Белев, Паруш Парушев)

## Филмография
- „Една любов“ (1986)
- „Рапсодия в бяло“ – Актриса в куклен театър (2002)